# 我的印度男友
《我的印度男友》（英語：My Indian Boyfriend），原名《我男友係好差》，是2021年5月27日上映，由成家宏、陳欣妍及張建聲联合主演，Sri Kishore着手指导的香港喜剧电影。

## 演员列表
- 成家宏 飾演 Krishna
- 陳欣妍 飾演 Jasmine
- 張建聲 飾演 Richard，Jasmine的富豪男友。
- 喬寶寶 飾演 Krishna的爸爸
- 楊卓娜 飾演 Amy，Jasmine的媽媽
- 岑珈其 飾演 Kong，Krishna的朋友
- 陳佩思 飾演 Jasmine的姑媽
- 新德莉莉 飾演 Krishna的妹妹
- 張沛樂 飾演 女警員
- 馬錫忠（Ranson Ma） 飾演 醫生

## 争议
- 电影还未上映前的原定名称为《我男友係好差》。当中的「差」字取自香港粤语习惯性的把印度人叫做「阿差」的谐音。2020年8月，印度裔香港演員辛格·哈提汗·比托投诉称电影名称带有冒犯印度人之意。电影主演張建聲对此表示片名绝无歧视成分。他也表示导演只是想借电影名称带出印巴人在香港的生活同面对的族裔歧视、文化差异、阶级差异等问题，片名不是哗众取宠，只是自嘲[1]。

- 2021年5月，片名由富有香港粤语特色的《我男友係好差》，改为书面中文直译的《我的印度男友》。